# Alvares (Góis)
Alvares ist eine Gemeinde (Freguesia) im portugiesischen Kreis Góis. In ihr leben 686 Einwohner (Stand 19. April 2021).

## Geschichte
Ein im 12. Jahrhundert erteiltes Stadtrecht (Foral) wurde von König Manuel I. 1514 erneuert, und mit dem Bau des Schandpfahls (Pelourinho) besiegelt. Seither war Alvares Sitz eines eigenständigen Kreises, bis es mit der Verwaltungsreform von 1855 in den Kreis von Góis integriert wurde.

## Kultur und Sehenswürdigkeiten
Mit der Museu-Casa do Ferreiro (dt.: Museums-Haus des Schmieds) gibt es ein Heimatmuseum im Haus des letzten Schmieds des Ortes.
Verschiedene Kirchen stehen unter Denkmalschutz, ebenso die Felsmalereien der Pedra Letreira.
In der nahezu unberührten Natur können auf Wanderungen Wasserläufe, kleine Wasserfälle und bewaldete Hügel erkundet werden. Angelegte Flussbäder bieten Bademöglichkeiten.

## Verwaltung
Die Gemeinde besteht aus den folgenden Ortschaften: 
- Cortes
- Mega Cimeira
- Candeia
- Cilha Velha
- Milreu
- Vale do Laço
- Estevianas
- Varzina
- Mega Fundeira
- Obrais
- Boiça
- Amioso do Senhor
- Amioso Cimeiro
- Amioso Fundeiro
- Lomba
- Portela do Torgal
- Fonte dos Sapos
- Corga da Vaca
- Alvares
- Amiosinho
- Relva da Mó
- Roda Fundeira
- Roda Cimeira
- Casal Novo
- Amieiros
- Cabeçadas
- Simantorta
- Algares
- Telhada
- Coelhosa
- Foz
- Fonte Limpa
- Chã de Alvares
- Carrasqueira
- Caniçal
- Madeiros
- Vale da Fonte